# Shadrack Maru
Shadrack Maru (* 1978) ist ein kenianischer Marathonläufer.
2005 wurde er Sechster beim Vienna City Marathon, und 2006 gewann er den Münster-Marathon. 2007 wurde er mit seiner persönlichen Bestzeit von 2:13:39 h Dritter beim Brüssel-Marathon, und 2008 erzielte er dieselbe Platzierung beim Kassel-Marathon.